# Sybil Christopher

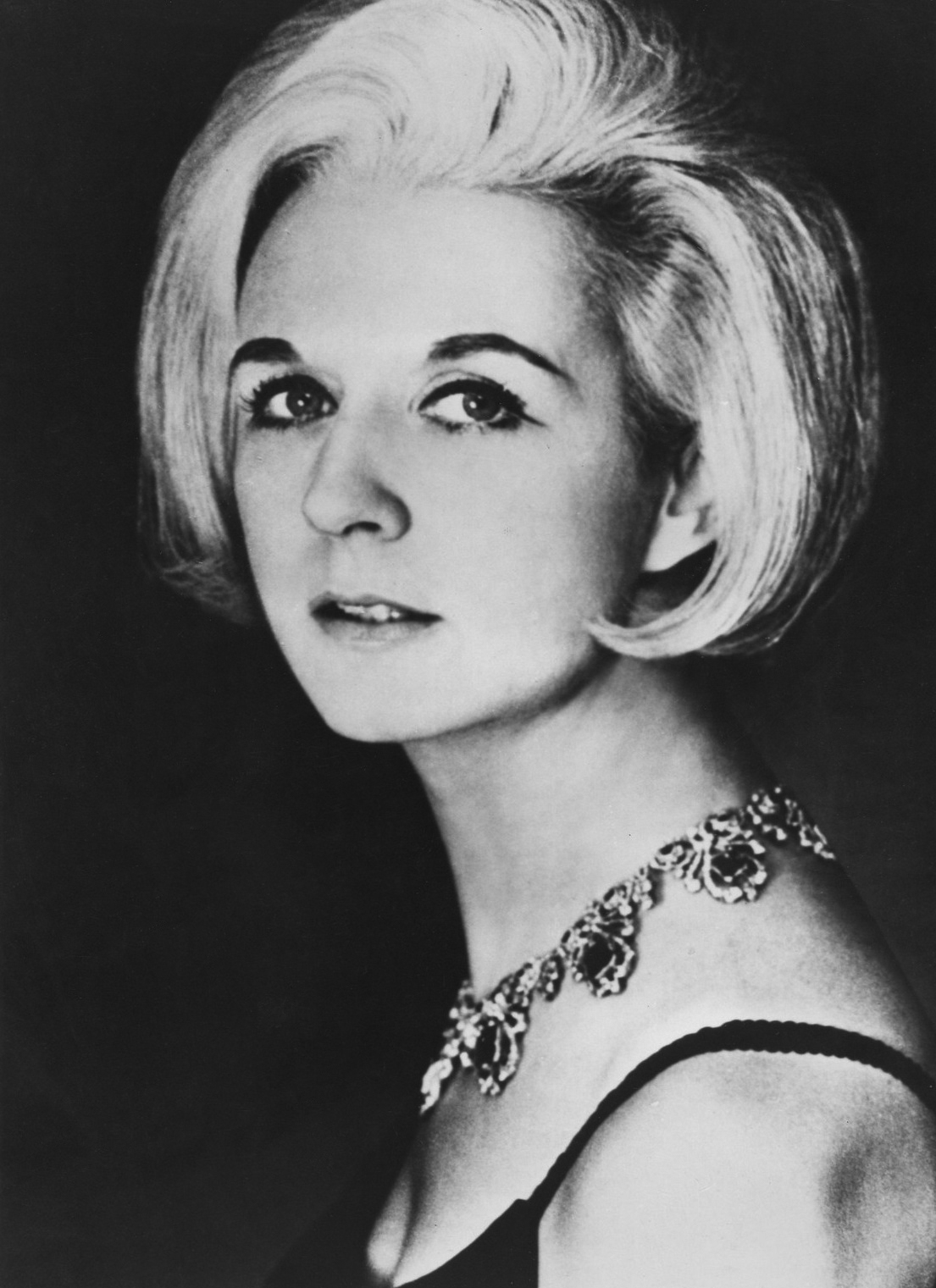
Sybil Christopher um 1955

Sybil Christopher (* 27. März 1929 in Tylorstown, Wales, als Sybil Williams; † 7. März 2013 in New York City, New York) war eine britische Schauspielerin, Theaterintendantin und Besitzerin eines Nachtclubs in New York City. Sie ist vor allem bekannt als erste Ehefrau des Schauspielers Richard Burton.

## Leben
Sybil Williams stammte aus einfachen Verhältnissen in Südwales. Ihr Vater war ein Bergarbeiter, der in eine leitende Funktion auf einer Zeche im Kohlerevier Rhondda aufgestiegen war. Früh verlor sie beide Elternteile. Die Mutter, eine Schneiderin, starb, als Sybil zehn Jahre als war, und der Vater fünf Jahre später. Anschließend lebte Williams bei einer älteren Schwester in Northampton und arbeitete dort als Schaufensterdekorateurin. Bei häufigen Besuchen eines Theaters, in dem sie schließlich auch selbst auf der Bühne stand, fand sie Interesse am Schauspielerberuf und bewarb sich an der London Academy of Dramatic Arts, wo sie angenommen wurde.
Bei den Dreharbeiten für den walisischen Spielfilm The Last Days of Dolwyn (1949), in dem sie als Komparsin mitwirkte, lernte sie Richard Burton kennen, der eine der wichtigsten Nebenrollen spielte. Für beide war es die erste Arbeit beim Film, für Sybil aber zugleich auch die letzte. Die beiden jungen walisischen Schauspieler, die einen ähnlichen Familienhintergrund hatten, heirateten kurz darauf und lebten von da an in London. 
1949 stand Sybil Burton im West End in einer Produktion von Mein Freund Harvey auf der Bühne. 1951 spielte sie in Stratford-upon-Avon die Lady Mortimer in Heinrich IV. von William Shakespeare. 1954 übernahm sie die Rolle der Myfanwy Price in einer berühmten BBC-Produktion des Hörspiels Unter dem Milchwald (Under Milk Wood) von Dylan Thomas, bei der Richard Burton die Hauptrolle sprach.
Burton hatte in den folgenden Jahren zunehmenden Erfolg auf der Leinwand, während Sybil ihre eigene Karriere aufgab. 1957 zog das Ehepaar in die Schweiz, wo es ein Haus am Genfersee bewohnte. In dieser Zeit, 1957 und 1959, kamen zwei Töchter zur Welt. Anschließend zog die Familie nach Kalifornien. Wiederholte außereheliche Affären ihres Ehemannes mit Kolleginnen, so mit Claire Bloom und mit Jean Simmons, tolerierte Sybil offenbar.
Im September 1961 übernahm Richard die Rolle des Marcus Antonius in dem Spielfilm Cleopatra, in dem Elizabeth Taylor die Titelrolle spielte. Während der Dreharbeiten in Rom ließen beide sich auf eine Affäre ein, was sich nach Bekanntwerden im Frühjahr 1962 zu einem skandalträchtigen Ereignis entwickelte, das selbst der Vatikan kommentierte. Die ausführliche Berichterstattung der Boulevardpresse zog auch Sybil ins Licht der Öffentlichkeit, wobei sie, ebenso wie Taylors Ehemann Eddie Fisher, zumeist als Opfer dargestellt wurde und viel Mitgefühl erfuhr. Trotz Drängen von Taylor zögerte Richard Burton längere Zeit, sich von seiner Frau zu trennen, auch weil seine eigenen Verwandten auf ihrer Seite standen. Beide betroffenen Ehen zerbrachen schließlich jedoch und Sybil gewann in einem erbittert geführten Scheidungsprozess das Pflegerecht für die beiden Töchter sowie eine Entschädigungszahlung von einer Million US-Dollar. Richard Burton und Elizabeth Taylor heirateten dann im Jahr 1964. 
Bald nach der Scheidung von Burton zog Sybil mit ihren zwei Töchtern nach New York City, wo sie einen großen Kreis von Freunden und Bekannten besaß, die sie zumeist durch Burtons berufliche Tätigkeit kennengelernt hatte. Sie ließ sich in einem Apartment am Central Park West nieder. 1965 gelang es ihr durch Unterstützung zahlreicher Freunde, darunter Debbie Reynolds, Leonard Bernstein, Julie Andrews und Stephen Sondheim, genug Geld aufzutreiben, um den Nachtclub „Arthur“ am ehemaligen Standort des legendären „El Morocco“ zu eröffnen. Der Club entwickelte sich zu einem bevorzugten Treff zahlreicher Prominenter und Sybil so zur festen Größe im Gesellschaftsleben von New York City. 1966 heiratete sie Jordan Christopher, den Frontsänger der „Arthur“-Hausband „Wild Ones“, und nannte sich von da an Sybil Christopher. Der Nachtclub schloss im Jahr 1969 seine Pforten. 
Anschließend entdeckte Christopher erneut ihre Vorliebe fürs Theaterleben, wobei sie sich allerdings auf Funktionen hinter den Kulissen beschränkte. Sie war Mitbegründerin des an der 54th Street gelegenen „New Theater“, wo sie die Besetzung der Rollen unter sich hatte. 
Zusammen mit zwei Partnern, darunter Emma Walton, hob Christopher 1991 in Sag Harbor auf Long Island, wo sie von da ab auch lebte, das in einem ehemaligen Lagerhaus untergebrachte „Bay Street Theater“ aus der Taufe. In dem kleinen Gemeindetheater wurden hauptsächlich Werke von Autoren gespielt, die in diesem östlichen Teil Long Islands wohnten oder dort die Sommermonate verbrachten. Dabei konnten zum Teil bekannte Schauspieler für Gastspiele gewonnen werden, so Alan Alda, Ben Gazzara, Eli Wallach und Polly Draper. Mehrfach trat auch Kate Burton im Theater ihrer Mutter auf, so in einer Adaption von Hedda Gabler nach Henrik Ibsen; die Produktion brachte Burton nach Umzug an den Broadway eine Nominierung für den Tony Award ein.
Christopher fungierte 22 Jahre lang als künstlerische Leiterin des „Bay Street Theater“ und gab ihre Tätigkeit aufgrund nachlassender Gesundheit erst ein Jahr vor ihrem Tod auf. 
Im Dezember 2012 zog Sybil Christopher von Sag Harbor nach Manhattan zurück, wo sie am 7. März 2013 im Alter von 83 Jahren starb. Auf ihren eigenen Wunsch hin sollten ihre sterblichen Überreste verbrannt und die Asche in ihrer walisischen Heimat verstreut werden.

## Privatleben
Sybil Christopher war zweimal verheiratet. Aus der Ehe mit Richard Burton, die von 1949 bis 1963 hielt, entstammten zwei Töchter, darunter die Schauspielerin Kate Burton. Mit ihrem zweiten Ehemann Jordan Christopher war Sybil von 1966 bis zu seinem Tod im Jahr 1996 verheiratet. Die beiden hatten eine gemeinsame Tochter.